# Astochia karikalensis
Astochia karikalensis är en tvåvingeart som beskrevs av Joseph och Parui 1990. Astochia karikalensis ingår i släktet Astochia och familjen rovflugor. Inga underarter finns listade i Catalogue of Life.